# Nikola Tommaseo
Niccolò Tommaseo (Šibenik 9. listopada 1802. –  Firenca 1. svibnja 1874.) bio je talijanski književnik, jezikoslovac, novinar i esejist, dalmatinskog podrijetla. Pisao je djela na francuskom, hrvatskom, latinskom i talijanskom jeziku.

## Biografija
Rođen u Šibeniku u obitelji trgovca Girolama Tommasea i Caterine Chevessich. Školovao se 1811 – 1814. u splitskom sjemeništu, a školovanje nastavlja na studiju prava u Padovi, gdje upoznaje katoličkog filozofa Atonija Rosminija Serbatija. Tokom studija ojačao je prijateljstvo sa Šibenčaninom Antonijem Marinovichem, kojem je 1840. godine posvetio knjigu Dell'animo e dell'ingegno di Antonio Marinovich. Memorie di N. Tommaseo. Nakon diplome 1822. vraća se nakratko u rodni Šibenik. 
Trajno se naseljava u Firenci 1827. godine. Iz nje odlazi u prvo, svojevoljno, progonstvo u Francusku, 1834. godine. Povratkom u Italiju vrijeme provodi u Veneciji, gdje djeluje izuzetno jako na književnom i političkom polju. U to vrijeme sudjeluje u polemici o sjedinjenju Dalmacije s Hrvatskom. Zalaže se za autonomašku poziciju. O tome objavljuje 1861. u zadarskoj izdavačkoj kući Battara knjigu Dalmatinsko pitanje (tal. La questione Dalmatica). Za boravka u Veneciji 1848. sudjeluje u tamošnjoj revoluciji. Nakon pada novouspostavljene Republike svetog Marka, 1849. godine biva izgnan na grčki otok Krf. Tamo se preoženio 1851. za grkinju čija su djeca, izuzev jednoga, s roditeljima odselili u Italiju 1854. godine. Tommaseo se najprije vraća u Torino, a zatim od 1859. do smrti živi u Firenci, gdje ostaje politički izoliran u neogvelfskim političkim idejama i neprihvaćanju ujedinjenja Italije. Iz krfskog braka je u Dalmaciju doveo posinka Špira Artalea, koji je postao znameniti zadarski tiskar.

## Djela
Pisao je prolifično na više jezika. Najznamentija djela su mu dva rječnika talijanskog jezika: Novi rječnik sinonima talijanskoga jezika (tal. Nuovo dizionario dei sinonimi della lingua italiana, 1830.) i Rječnik talijanskoga jezika (tal. Dizionario della lingua italiana) objavljen u 4 dijela i 7 svezaka između 1865. i 1879. u suradnji s Bellinijem. Osim njih, najpoznatiji je po romanu Vjera i ljepota (tal. Fede e bellezza, 1840.). U onodobnoj Hrvatskoj bio je poznat po autobiografskom djelu Scintille iz 1841. koje je prevedeno na hrvatski 1844. godine. Uz njih je napisao i izdao čitav niz povijesnih i psiholoških pripovijesti, rasprava, ogleda, autobiografskih djela te zbirki narodne poezije.

## Kontroverze
Premda je umjetnički i društvenopolitički rad Nikole Tommaseo uistinu bio katkada proturječan, još su proturječniji odrazi njegovog rada.
U šibenskom gradskom parku bio mu je 1896. godine podignut monumentalni spomenik (autor je bio poznati talijanski kipar Ettore Ximenes), koji je otkrio sam Ante Šupuk, legendarni narodnjački šibenski gradonačelnik. Spomenik je bio jedan od simbola grada pod Šubićevcem, dok ga nisu srušili nepoznati počinitelji 1945. godine nakon Nazorova govora održanog 18. veljače. Spomenik je u cijelosti rastaljen, a sačuvana je samo desna šaka, koja se nalazi u muzeju u Veneciji.
Na mjestu Tommaseovog spomenika danas se nalazi spomenik Petru Krešimiru Četvrtom.